# Michael Witte (Schauspieler)
Michael Witte (* 17. Oktober 1957 in Köln) ist ein deutscher Regisseur und Schauspieler.

## Leben
Witte absolvierte von 1981 bis 1984	die Transform Schauspielschule, die er mit der Bühnenreifeprüfung abschloss.
Von 1986 bis 2004 arbeitete er als freischaffender Schauspieler und Regisseur in Köln, Darmstadt, Aachen, Mülheim an der Ruhr, Oberhausen, Castrop-Rauxel und Dortmund. Seit 2004 ist er am Theater Oberhausen festes Ensemblemitglied. Witte arbeitete am Theater u. a. mit den Regisseuren Roberto Ciulli, Antje Lenkeit, Katariina Lahti, André Turnheim, Veronika Bayer, Klaus Weise, Andriy Zholdak, Kay Voges und Johannes Lepper. Vor der Kamera spielte er u. a. unter der Regie von Dominik Graf, Ulla Wagner, Dror Zahavi, Arto Sebastian und Florian Baxmeyer.

## Filmografie (Auswahl)
- 2002: Der Fahnder (Fernsehserie, Folge Verschwörung)
- 2006: Katrin's Cihad (TV)
- 2007: Das Gelübde, Regie: Dominik Graf
- 2008: Die Entdeckung der Currywurst, Regie: Ulla Wagner
- 2008: Eni
- 2009: Mein Leben – Marcel Reich-Ranicki, Regie: Dror Zahavi
- 2009–2010: Das Haus Anubis
- 2012: Tatort – Hochzeitsnacht (Fernsehreihe), Regie: Florian Baxmeyer
- 2012: Zwischen den Zeilen: Beschwingte Swinger (Fernsehreihe), Regie: Lars Montag
- 2013: Westen (Kinospielfilm), Regie: Christian Schwochow
- 2015: Tatort: Hydra
- 2016: Im Winter, so schön (Spielfilm), Regie: Matthias Mettenbörger, Piotr Kochalski, Daniel Rau
- 2016: Frantz (Kinospielfilm), Regie: François Ozon
- 2016: Spreewaldkrimi – Spiel mit dem Tod (Fernsehreihe)
- 2016: Polizeiruf 110: Wölfe
- 2018: Polizeiruf 110: Tatorte
- 2019: Notruf Hafenkante (Fernsehserie, Folge Entführt)
- 2020: Schatten der Mörder – Shadowplay (Fernsehserie)
- 2021: Die Heimsuchung (Fernsehfilm)
- 2023: SOKO Köln (Fernsehserie, Folge Angriff der Schatten)

## Wichtige Rollen (Auswahl)
- 1987:  „Tote ohne Begräbnis“ (Sartre), Rolle: Jean, Regie: Roberto Ciulli, Theater an der Ruhr
- 1994:  „Der Turm“ (Hofmannsthal), Rolle: Sigismund, Regie: Antje Lenkeit, Stadttheater Konstanz
- 1997:  „Die Nacht kurz vor den Wäldern“ (Koltès), R: Solo, R: Veronika Bayer, Trash Theater
- 1999:  „Des Teufels General“ (Zuckmayer), R: Harras, R: Michael Witte, WLT Castrop-Rauxel
- 2000:  „Hedda Gabler“ (Ibsen), Rolle: Ejlert Lövborg, Regie: Klaus Weise, Theater Oberhausen
- 2002:  „Making of...B-Movie“ (Ostermeier), Rolle: Silber, Regie: Kay Voges, Staatstheater Darmstadt
- 2003:  „Der Freischütz“ (von Weber), Rolle: Samiel, Regie: Prof. Meyer-Oertel, Staatstheater Darmstadt
- 2004:  „Klamms Krieg“ (Hensel), Rolle: Solo, Regie: Michael Amberg, Theater Oberhausen
- 2006:  „Dantons Tod“, Rolle: Robespierre, Regie: Johannes Lepper, Theater Oberhausen
- 2006:  „Die heilige Johanna der Schlachthöfe“ (Brecht), Mauler, R: O.Schnelling, Theater Oberhausen
- 2007:  „Peer Gynt“ (Ibsen), Rolle: Peer Gynt, Regie: Johannes Lepper, Theater Oberhausen
- 2008:  „Woyzeck“ (Wilson / Waits / Brennan nach Büchner), R: Joan Anton Rechi, Theater Oberhausen
- 2009:  „Sexus“ (Henry Miller), Rolle: Henry Miller, Regie: Andriy Zholdak, Theater Oberhausen
- 2010:  „Man spielt nicht mit der Liebe“, Rolle: Baron, Regie: Kay Voges, Festspiele Bad Hersfeld
- 2010:  „Penelope und die Freier“ (Walsh), Rolle: Quinn, Regie Tilman Knabe, Ruhr 2010 / Theater Oberhausen
- 2011:  „Der Idiot“ (Dostojewski), Rolle: Fürst Myschkin, Regie: Andriy Zholdak, Theater Oberhausen
- 2011:  „Gespenster“ (Ibsen), Rolle: Pfarrer Manders, Regie: Kay Voges, Schauspiel Dortmund

## Hörspiele (Auswahl)
- 2006: Das Jesus-Syndikat von Michael Stauffer und Ulrike Janssen, WDR
- 2018: Brüder von Hilary Mantel, WDR[2]
- 2018: Der Putsch. Teil Zwo – Noch ein Hörspiel mit den Kassierern von Sebastian Büttner, WDR[3]
- 2019: Creepy Hollow. „White Trash“ – Die vergessenen Verlierer der USA von Tom Noga, WDR
- 2021: Vom Wind verweht – Die Prissy Edition von Margaret Mitchell und Amina Eisner, WDR
- 2022: Anne Bonny. Die Piratin von Anne-M. Keßel, WDR[4]
- 2023: Boudicca. Die Keltenkriegerin von Anne-M. Keßel, WDR[5]

## Auszeichnungen (Auswahl)
- 2005: Oberhausener Theaterpreis
- 2006: Nominierung Beste Regie durch NRW-Kritiker in THEATER PUR
- 2007: Oberhausener Theaterpreis
- 2009: Nominierung zum Schauspieler des Jahres 2009 (Theater heute)
- 2011: Nominierung zum Schauspieler des Jahres 2011 (Theater pur)